# La virgen de los sicarios
La virgen de los sicarios é um filme de drama colombiano-espanhol-francês de 2000 dirigido e escrito por Barbet Schroeder. Foi selecionado como representante da Colômbia à edição do Oscar 2001, organizada pela Academia de Artes e Ciências Cinematográficas. Conta a história de um autor que retorna a Medellín depois de anos longe e se apaixona por um jovem assassino de aluguel, ou sicario

## Elenco
- Germán Jaramillo - Fernando
- Anderson Ballesteros - Alexis
- Juan David Restrepo - Wilmar
- Manuel Busquets - Alfonso